# Lewis Thomas
Lewis Thomas, né le 25 novembre 1913 à Flushing, New York, États-Unis et mort le 3 décembre 1993 à Manhattan dans la même ville, est un scientifique, poète, essayiste, administrateur, éducateur et chercheur américain.
La majorité de ses essais abordent les relations entre idées ou concepts, en utilisant l'étymologie comme point de départ. D'autres concernent les implications culturelles des découvertes scientifiques, l'écologie également.

## Biographie
Thomas est né à Flushing dans l'État de New York puis il suit des études à l'université de Princeton puis à l'école de médecine d'Harvard. Il devint ensuite doyen de la Yale Medical School et de la New York University School of Medicine puis il devient président du Memorial Sloan-Kettering Cancer Center.

## Œuvre
Il a écrit plusieurs essais dans le New England Journal of Medicine, et il remporta le National Book Award pour le recueil d'essais qu'il publia en 1974 sous le titre The Lives of a Cell: Notes of a Biology Watcher. Il remporta aussi le Christopher Award pour ce livre qui fait autorité en science biologique.
Il a écrit deux autres recueils : The Medusa and the Snail et Late Night Thoughts on Listening to Mahler's Ninth Symphony. Son autobiographie, The Youngest Science: Notes of a Medicine Watcher a également reçu un vif succès. Il a aussi écrit un ouvrage sur l'étymologie : Et Cetera, Et Cetera, ainsi que des poèmes.
Il a découvert en 1956 une propriété étonnante d'une classe d'enzyme appelée papaïne, qui a la propriété de modifier la texture des cartilages. Il en avait injecté à des lapins, et a observé que leurs oreilles perdaient leur rigidité,. Cette découverte a eu des applications par la suite, en particulier pour les soins des cartilages des disques de la colonne vertébrale et sur l'arthrose.
Il aborde la peur des armes nucléaires dans son essai sur la Neuvième Symphonie de Mahler.
Le Prix Lewis Thomas (en) est délivré annuellement par l'université Rockefeller à un scientifique pour la relation de son travail avec le milieu artistique.